# Geoffrey Parker (agent secret)
Pour les articles homonymes, voir Geoffrey Parker, Parker et Parsifal (homonymie).
Geoffrey Parker (1902-1975) fut, pendant la Seconde Guerre mondiale, un agent secret britannique du SOE. Il fut envoyé comme chirurgien dans les maquis de l'Ain, sous les ordres du capitaine Romans, qui lui donna le nom de guerre « Parsifal ».

## Identités
- État civil : Geoffrey Edward Parker
- Comme agent du SOE, section F :
  - Nom de guerre (field name) : « Parsifal »
  - Nom de code opérationnel : PASTRYCOOK (en français PÂTISSIER)
  - Fausse identité : Henri Martin

## Éléments biographiques
- Naissance en 1902[1].
- Pratique la boxe dans sa jeunesse.
- Spécialiste de chirurgie thoracique.
- En 1932, il est recruté comme chirurgien auxiliaire à l'hôpital français de Londres.
- Au début de la guerre, il a une activité importante après la retraite de Dunkerque et pendant les bombardements de Londres (entre le 7 septembre 1940 et le 13 mai 1941).
- N'ayant plus rien à faire, il s'engage dans le Royal Army Medical Corps. Il reçoit une instruction à Crookham. Il est affecté comme chirurgien au Herbert Hospital de Woolwich (hôpital de campagne no 100). Il suit des cours : maniement d'armes (grenades, pistolet-mitrailleur Sten, fusil-mitrailleur Bren), combat à mains nues, parachutage.
- Noël 1942. L'hôpital part s'installer en Algérie, à Philippeville, rattaché à la 1re armée du général Alexander. Parker demande sa mutation dans une Field Surgical Unit (FSU, unité chirurgicale de campagne). Il prend le commandement de la 24e FSU, en action en Algérie et en Tunisie, qui opère sa jonction avec la 9e armée. Suite : île de Pantelleria, Salerne, Sipiciano ; arrivée à 15 km au sud de Cassino. Ayant contracté une jaunisse, il est évacué sur Naples. Il est affecté comme chirurgien de service sur le navire-hôpital Aba, lui permettant de rentrer en Angleterre. Sa femme et ses enfants sont partis au Canada. Il termine sa convalescence à l'hôpital de Millbank.
- Mars 1944. Il est repéré par le Special Operations Executive, car son dossier mentionne son profil de chirurgien sachant parler français, ce qui correspond à une demande que Maurice Buckmaster a reçue de Henri Romans-Petit pour les maquis de l'Ain. Il est invité à un entretien avec Maurice Buckmaster, le major MacKenzie et un colonel français, qui se tient dans une pièce, 22b Welbeck House. Il accepte la proposition. Quelques jours plus tard, Vera Atkins lui communique sa fausse identité, Henri Martin.
- Un Dakota l'achemine, avec cinq autres agents, Ils atterrissent au-dessus d'une prairie située en lisière d’Izernore, dans l'Ain (1er atterrissage d'un Dakota en France occupée). Le DC3 se posa sans problème. Un comité d'accueil formé de nombreux maquisards du groupement nord joyeux. On camoufle le Dakota. Tous les arrivants (les 6 parachutés et les 4 Américains membres de l'équipage) sont présentés à Romans, en présence de Richard Heslop « Xavier », agent SOE chef du réseau MARKSMAN. Romans lui donne son nom « Parsifal ».
- Juillet 1944 : (suite à rédiger)

## Ses mémoires
- (en) The black scalpel, a surgeon with SOE, William Kimber and Co Limited, 1968.
- (fr) Parsifal, un chirurgien anglais dans le maquis de l’Ain, préface du colonel Henri Romans-Petit, traduit de l'anglais par Henri Delgove, Flammarion, 1970.

## Monuments
Un banc de pierre a été érigé en son honneur à La Borne aux Lions, au pied du Crêt de Chalam. Construit avec une simple pierre des vestiges d'une ferme que Parker avait utilisée comme hôpital, il fut inauguré en juillet 1991.